# Antoni Garau Gelabert
Antoni Garau Gelabert. (Artà ? - ?). Mestre d'escola.
Nascut a Artà. Acabà els estudis de magisteri el 1928. Va ser president de la Congregació Mariana d'Artà Soci de l'Associació per la Cultura de Mallorca. Col·laborà a La Nostra terra. Va exercir de mestre d'escola de Son Espanyolet i a Campanet. Va presidir la Comissió Mixta de substitució de l'ensenyament religiós. El juny de 1936 signà la Resposta als Catalans. En esclatar el cop d'estat antidemocràtic del General Franco, el juliol de 1936, tot i la seva significació política allunyada de les formacions d'esquerra, va ser considerat sospitós de defensar la llengua i la cultura del país i, per tant, de separatisme. La Comissió Depuradora l'acusà de pertànyer a la Societat de Treballadors de l'Ensenyament, adherida a la UGT. El vocal de la Comissió Depuradora Isasi proposà la sanció de tres mesos de trasllat a una província castellana. Mentrestant va ser al front de combat com a voluntari i alferes de complement. Malgrat això, un cop acabada la guerra, el setembre de 1940 va ser suspès d'ocupació i sou per un any, i traslladat dins la província amb prohibició de sol·licitar vacances en dos anys i inhabilitat per a càrrecs directius i de confiança en institucions culturals i d'ensenyament.